# Kolonia (rejon hancewicki)
Kolonia (biał. Калонія; ros. Колония) – wieś na Białorusi, w obwodzie brzeskim, w rejonie hancewickim, w sielsowiecie Oharewicze.
W dwudziestoleciu międzywojennym leżała w Polsce, w województwie poleskim, w powiecie łuninieckim, w gminie Kruhowicze.